# المپیک تابستانی ۱۸۹۶
المپیک تابستانی ۱۸۹۶ (به یونانی: Θερινοί Ολυμπιακοί Αγώνες ۱۸۹۶) که به‌طور رسمی با عنوان بازی‌های المپیاد I شناخته می‌شود نخستین نسخه از بازی‌های المپیک در تاریخ مدرن می‌باشد. این بازی‌ها توسط کمیته بین‌المللی المپیک (IOC) که توسط پیر دو کوبرتن ایجاد شده بود، سازماندهی گردیده و از ۶ تا ۱۵ آوریل ۱۸۹۶ در آتن، یونان به انجام رسید.
۱۴ کشور و ۲۴۱ ورزشکار (همگی مرد) در این رقابت‌ها شرکت کردند. به جز تیم ایالات متحده آمریکا، همۀ شرکت کنندگان اروپایی بودند یا در اروپا زندگی می‌کردند. به ورزشکاران قهرمان مدال نقره و نایب قهرمان مدال مس اعطا می‌شد، که این مدال‌ها توسط کمیته بین‌المللی المپیک به مدال طلا برای مقام نخست، نقره برای مقام دوم و برنز برای مقام سوم تبدیل شد. از ۱۴ کشور شرکت کننده، ۱۰ کشور موفق به کسب مدال شدند. آمریکا با ۱۱ مدال طلا صاحب بیشترین تعداد مدال طلا شد و میزبان بازی‌ها، یونان با ۴۶ مدال بیشترین تعداد مدال را کسب کرد. نکتۀ حائز اهمیت برای یونانی‌ها پیروزی هموطنشان اسپریدون لوئیس در بخش ماراتن بود. موفق‌ترین ورزشکار این دوره کارل شومان از کشور آلمان بود که موفق به کسب ۴ مدال طلا در دو رشتۀ ژیمناستیک و کشتی فرنگی شد. ۶۵٪ ورزشکاران شرکت کننده از یونان بودند.
آتن به عنوان میزبان نخستین المپیک مدرن به اتفاق آرا برگزیده نشد، بلکه در نشستی در پاریس در ۲۳ ژوئن ۱۸۹۴ همزمان با تاسیس کمیته بین‌المللی المپیک توسط پیر دو کوبرتن به عنوان میزبان انتخاب شد، از آنجا که آتن محل تولد بازی‌های المپیک باستان بود.
میزبان اصلی این بازی‌ها ورزشگاه پاناتینایکو بود، محلی که مسابقات دو میدانی و کشتی در آن برگزار شد؛ پیست نئو فالیرون نیز میزبان رقابت‌های دوچرخه‌سواری و زاپیون میزبان رویداد شمشیربازی بود. مراسم افتتاحیه در ورزشگاه پاناتینایکو در ۶ آوریل ۱۸۹۶ با حضور ورزشکاران رقیب که در گروه‌هایی بر اساس ملیت گرد هم آمده بودند برگزار شد. پس از سخنرانی ولیعهد وقت یونان کنستانتین یکم بازی‌های المپیک توسط پدرش شاه جرج یکم افتتاح شد. پس از آن سرود المپیک که توسط اسپیریدون ساماراس و کلمات شاعر یونانی، کوسپیس پالاماس خلق شده بود توسط ارکستر و گروه کر ۱۵۰ نفری اجرا شد.
برگزاری المپیک ۱۹۸۶ موفقیت بزرگی به حساب می‌آمد. این بازی‌ها بیشترین شرکت کنندگان بین‌المللی در یک رویداد ورزشی را تا آن تاریخ به ثبت رسانده بود. ورزشگاه پاناتینایکو مملو از جمعیتی شد که بیشترین تعداد تماشاگران یک رویداد ورزشی تا آن زمان را به ثبت رسانده بودند. پس از بازی‌ها، بسیاری از چهره‌های شاخص از جمله شاه جرج و برخی از شرکت کنندگان آمریکایی از کوبرتن و IOC خواستند تا بازی‌های آینده در آتن برگزار شود. با این حال، پیش از این برگزاری بازی‌های المپیک تابستانی ۱۹۰۰ در پاریس برنامه‌ریزی شده بود و به جز بازی‌های المپیک ۱۹۰۶، المپیک تا المپیک تابستانی ۲۰۰۴، ۱۰۸ سال بعد، به یونان بازنگشت.

## انتخاب میزبان
کاندیداها:
1.آتن-پادشاهی یونان
انتخاب: آتن
مکان رای گیری: پاریس-فرانسه

## مکان‌های میزبان

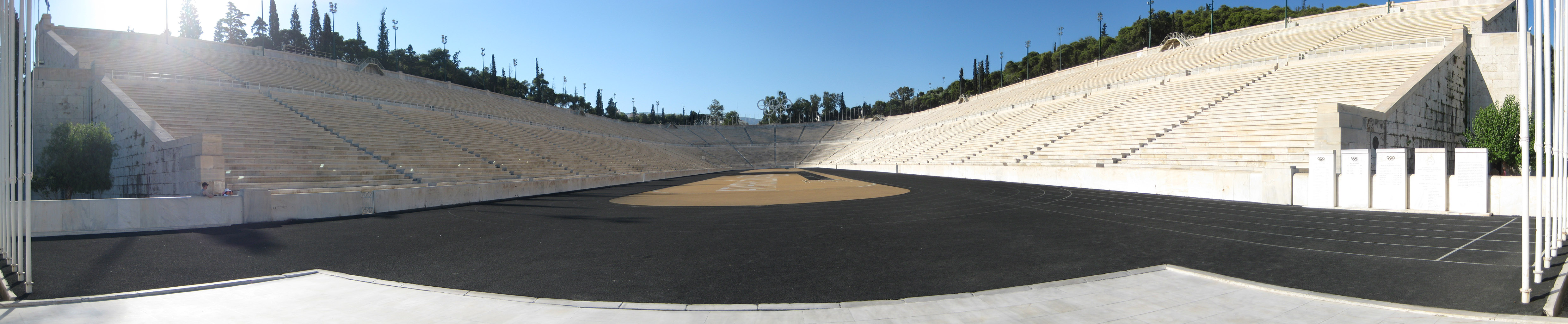
نمایی از ورزشگاه پاناتینایکو

هفت مکان برای میزبانی بازی‌های المپیک تابستانی ۱۸۹۶ استفاده شد.
| مکان                | ورزش‌ها                                                | ظرفیت       | منبع. |
| ------------------- | ----------------------------------------------------- | ----------- | ----- |
| باشگاه تنیس چمن آتن | تنیس                                                  | فهرست نشده. | [ ۲ ] |
| خلیج زی             | شنا                                                   | فهرست نشده. | [ ۳ ] |
| کالیته‌آ             | تیراندازی                                             | فهرست نشده. | [ ۴ ] |
| ماراتن (شهر)        | دو و میدانی (ماراتن)، دوچرخه‌سواری (رقابت جاده مردان). | فهرست نشده. | [ ۵ ] |
| پیست نئو فالیرون    | دوچرخه‌سواری (پیست)                                    | فهرست نشده. | [ ۶ ] |
| ورزشگاه پاناتینایکو | دو و میدانی، ژیمناستیک، وزنه‌برداری، و کشتی            | ۸۰٬۰۰۰      | [ ۷ ] |
| زاپیون              | شمشیربازی                                             | فهرست نشده. | [ ۸ ] |

## تقویم
| اف | مراسم افتتاحیه | ● | رویدادهای مقدماتی | ۱ | رویدادهای پایانی | اخ | مراسم اختتامیه |

| آوریل                | ۶ دو | ۷ سه | ۸ چهار | ۹ پنج | ۱۰ آدینه | ۱۱ شنبه | ۱۲ یک | ۱۳ دو | ۱۴ سه | ۱۵ چهار | رویدادها       |
| -------------------- | ---- | ---- | ------ | ----- | -------- | ------- | ----- | ----- | ----- | ------- | -------------- |
| ‡ مراسم‌ها            | اف   |      |        |       |          |         |       |       |       | اخ      | —              |
| دو و میدانی          | ۲    | ۴    |        | ۱     | ۵        |         |       |       |       |         | ۱۲             |
| دوچرخه‌سواری          |      |      | ۱      |       |          | ۳       | ۱     | ۱     |       |         | ۶              |
| شمشیربازی            |      | ۲    |        | ۱     |          |         |       |       |       |         | ۳              |
| ژیمناستیک            |      |      |        | ۵     | ۲        |         |       |       |       |         | ۷              |
| تیراندازی            |      |      | ●      | ۱     | ۱        | ۳       | ۱     |       |       |         | ۶              |
| شنا                  |      |      |        |       |          | ۴       |       |       |       |         | ۴              |
| تنیس                 |      |      | ●      | ●     | ●        | ۲       |       |       |       |         | ۲              |
| وزنه‌برداری           |      | ۲    |        |       |          |         |       |       |       |         | ۲              |
| کشتی                 |      |      |        |       | ●        | ۱       |       |       |       |         | ۱              |
| مدال روزانهٔ رویدادها | ۳    | ۸    | ۱      | ۸     | ۷        | ۱۳      | ۲     | ۱     | ۰     | ۰       | ۴۳             |
| مجموع کلی            | ۳    | ۱۱   | ۱۲     | ۲۰    | ۲۷       | ۴۰      | ۴۲    | ۴۳    | ۴۳    | ۴۳      | ۴۳             |
| آوریل                | ۶ دو | ۷ سه | ۸ چهار | ۹ پنج | ۱۰ آدینه | ۱۱ شنبه | ۱۲ یک | ۱۳ دو | ۱۴ سه | ۱۵ چهار | مجموع رویدادها |

## ورزش‌ها
در اولین دوره المپیک در ۹ ورزش و ۴۳ رشته مسابقات برگزار شد؛
- دو و میدانی (۱۲)
- دوچرخه‌سواری
  - جاده (1)
  - پیست (5)
- شمشیربازی (۳)
- ژیمناستیک (۸)
- تیراندازی (۵)
- شنا (۴)
- تنیس (۲)
- وزنه‌برداری (۲)
- کشتی (۱)

## کشورهای شرکت کننده

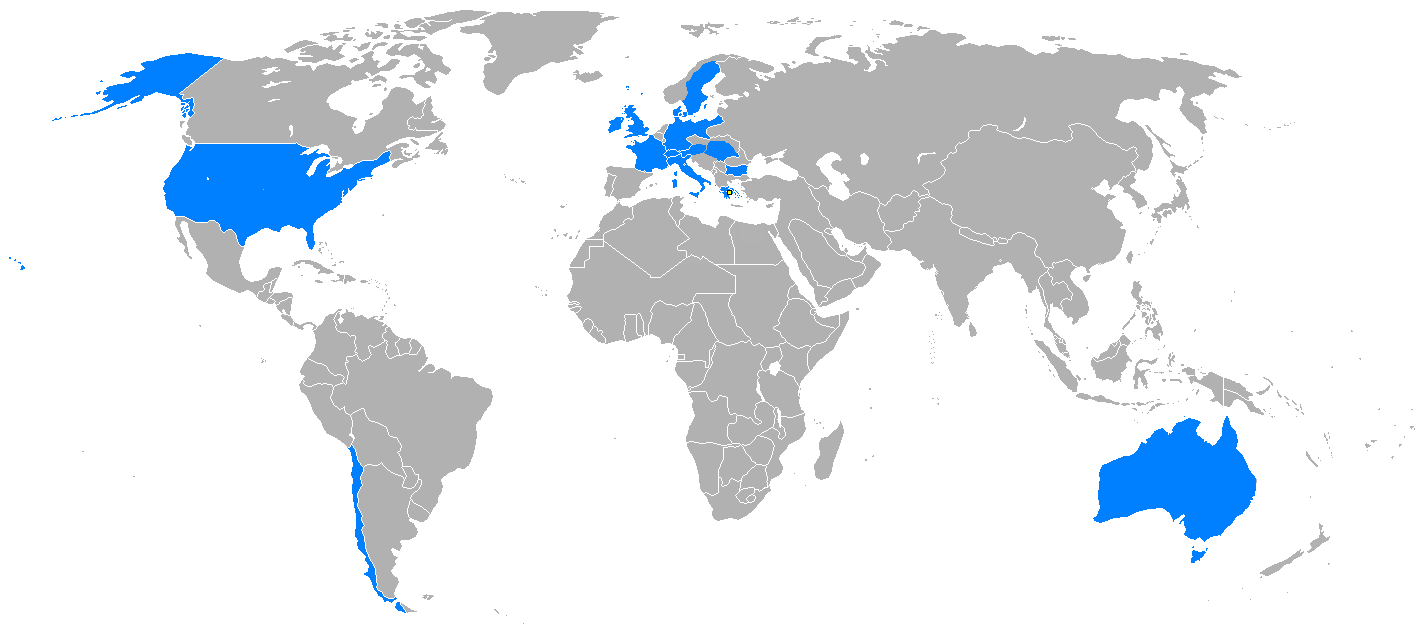
کشورهای شرکت کننده

- استرالیا (۱)
- اتریش (۳)
- بلغارستان (۱)
- شیلی (۱)
- دانمارک (۳)
- فرانسه (۱۳)
- آلمان (۱۹)
- بریتانیای کبیر (۱۰)
- یونان (۱۶۹)
- مجارستان (۱)
- سوئد (۱)
- سوئیس (۳)
- ایالات متحده آمریکا (۱۴)
- تیم مختلط

### شمار ورزشکاران با کمیته‌های ملی المپیک
کمیته‌های ملی المپیک هنوز وجود نداشتند. بیش از ۶۵٪ از کل ورزشکاران یونانی بودند.
| IOC   | کشور                | ورزشکاران |
| ----- | ------------------- | --------- |
| GRE   | یونان               | ۱۶۹       |
| GER   | آلمان               | ۱۹        |
| USA   | ایالات متحده آمریکا | ۱۴        |
| FRA   | فرانسه              | ۱۲        |
| GBR   | بریتانیای کبیر      | ۱۰        |
| HUN   | مجارستان            | ۷         |
| AUT   | اتریش               | ۳         |
| DEN   | دانمارک             | ۳         |
| SUI   | سوئیس               | ۲/۳       |
| AUS   | استرالیا            | ۱         |
| ITA   | ایتالیا             | ۱         |
| CHI   | شیلی                | ۱         |
| SWE   | سوئد                | ۱         |
| BUL   | بلغارستان           | ۰/۱       |
| مجموع | ۲۴۳                 |           |

## جدول مدال

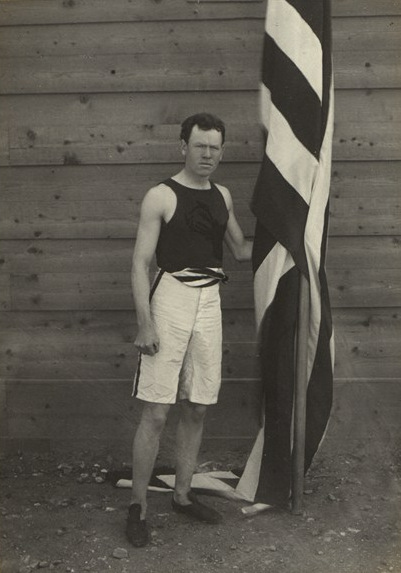
جیمز برندان کانلی از ایالات متحده آمریکا برندۀ رویداد پرش سه گام در بازی‌های المپیک تابستانی ۱۸۹۶ شد.

۱۰ کشور از چهارده کشور شرکت کننده توانستند مدال به دست بیاورند، همچنین تیم متحد که از ورزشکاران چند کشور تشکیل شده بود نیز سه مدال طلا، نقره و برنز کسب کرد. ایالات متحده بیشترین مدال‌های طلا را کسب کرد (۱۱)، در حالی که کشور میزبان، یونان بیشترین تعداد مدال مجموع (۴۶)، نقره (۱۷) و برنز (۱۹) را کسب کرد و با به دست آوردن یک مدال طلای کمتر از ایالات متحده آمریکا، و با ۱۵۵ ورزشکار بیشتر از ایالات متحده در مکان دوم ایستاد.
      کشور میزبان (یونان)
| رتبه            | کشور                      | طلا | نقره | برنز | مجموع |
| --------------- | ------------------------- | --- | ---- | ---- | ----- |
| ۱               | ایالات متحده آمریکا (USA) | ۱۱  | ۷    | ۲    | ۲۰    |
| ۲               | یونان (GRE)*              | ۱۰  | ۱۷   | ۱۹   | ۴۶    |
| ۳               | آلمان (GER)               | ۶   | ۵    | ۲    | ۱۳    |
| ۴               | فرانسه (FRA)              | ۵   | ۴    | ۲    | ۱۱    |
| ۵               | بریتانیای کبیر (GBR)      | ۲   | ۳    | ۲    | ۷     |
| ۶               | مجارستان (HUN)            | ۲   | ۱    | ۳    | ۶     |
| ۷               | اتریش (AUT)               | ۲   | ۱    | ۲    | ۵     |
| ۸               | استرالیا (AUS)            | ۲   | ۰    | ۰    | ۲     |
| ۹               | دانمارک (DEN)             | ۱   | ۲    | ۳    | ۶     |
| ۱۰              | سوئیس (SUI)               | ۱   | ۲    | ۰    | ۳     |
| ۱۱              | تیم مختلط (ZZX)           | ۱   | ۱    | ۱    | ۳     |
| مجموع (۱۱ کشور) | مجموع (۱۱ کشور)           | ۴۳  | ۴۳   | ۳۶   | ۱۲۲   |

## نگارخانه

مراسم افتتاحیه بازی‌های المپیک تابستانی ۱۸۹۶
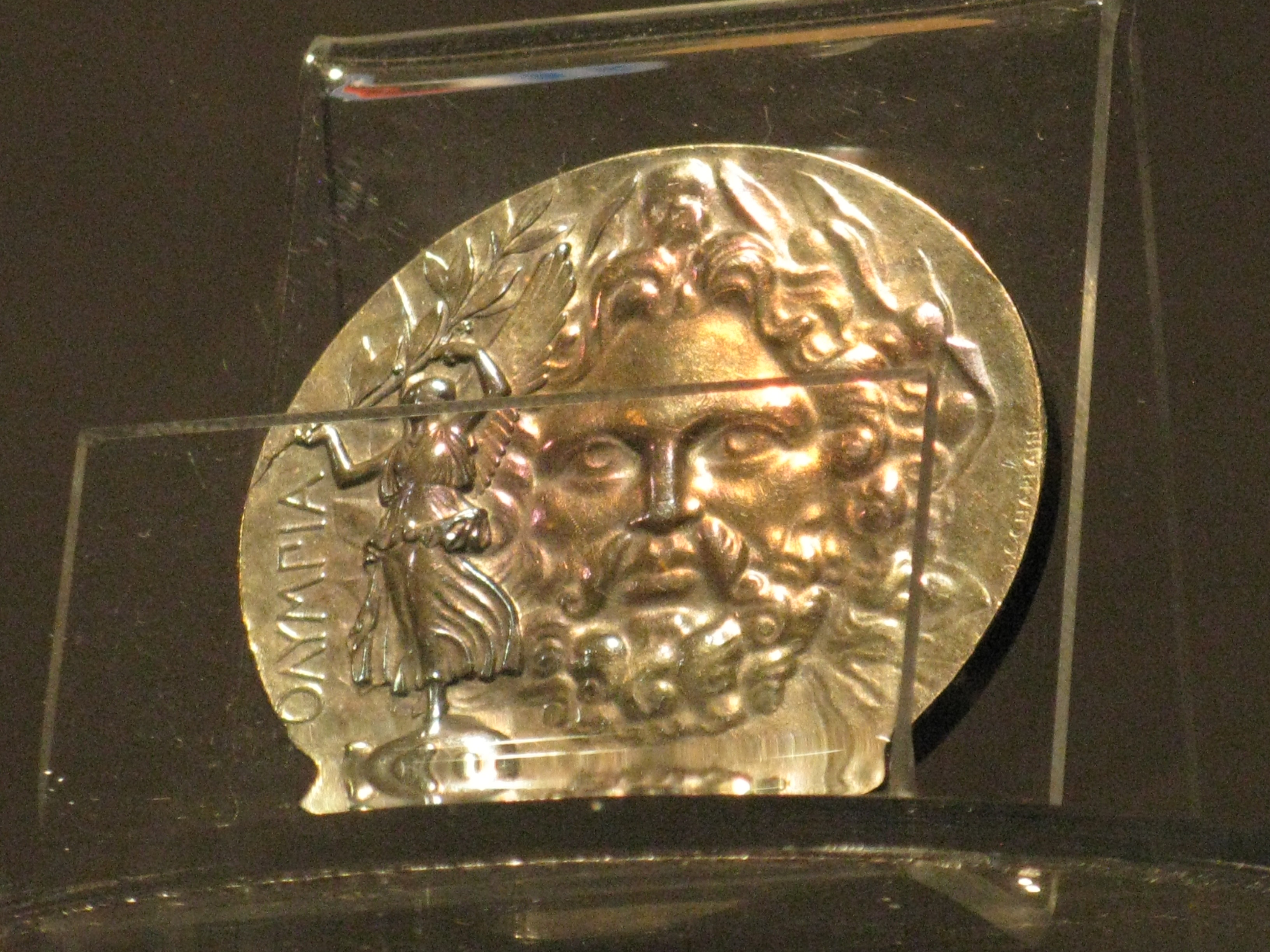
مدال نقره بازی‌های المپیک تابستانی ۱۸۹۶
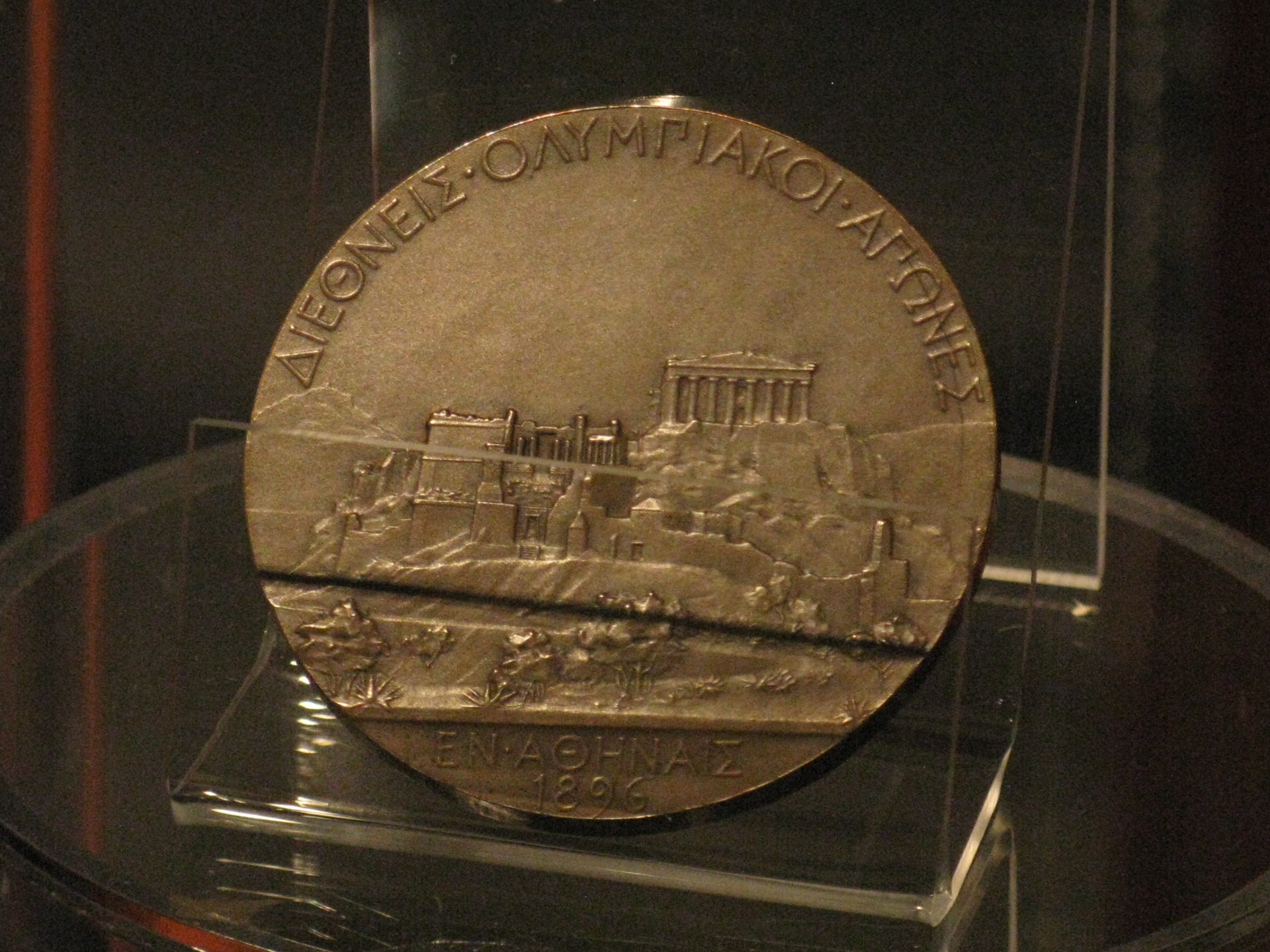
مدال نقره بازی‌های المپیک تابستانی ۱۸۹۶
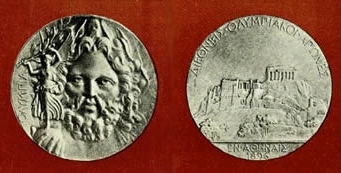
مدال نقره بازی‌های المپیک تابستانی ۱۸۹۶
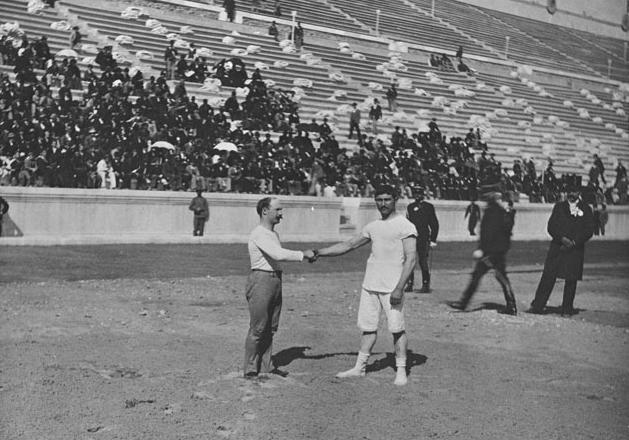
کارل شومن و گئورگیوس سیتاس فینال مسابقات کشتی
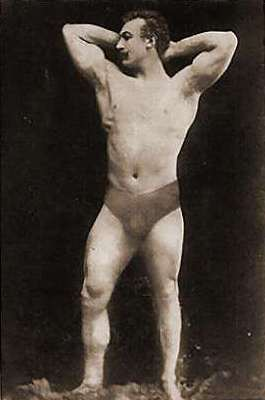
لوئنستون الیوت قهرمان اولین مدال وزنه‌برداری
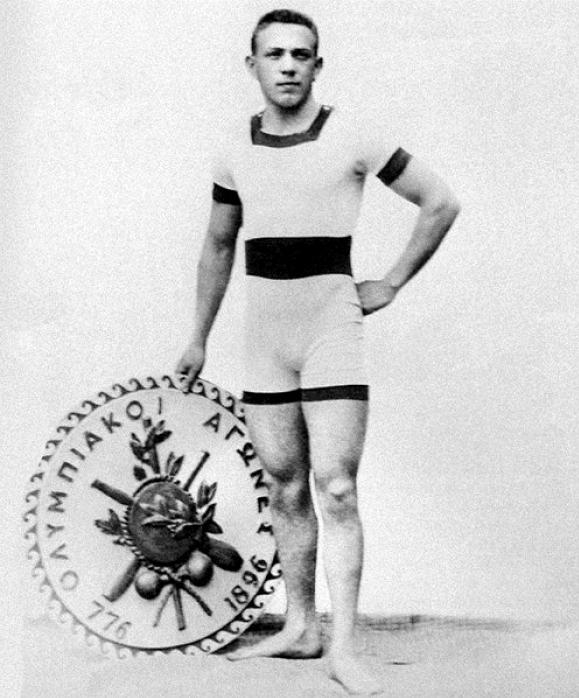
آلفرد هایوش قهرمان اولین مدال شنا
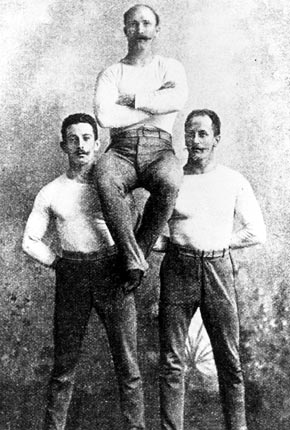
قهرمانان ژیمناستیک اهل آلمان
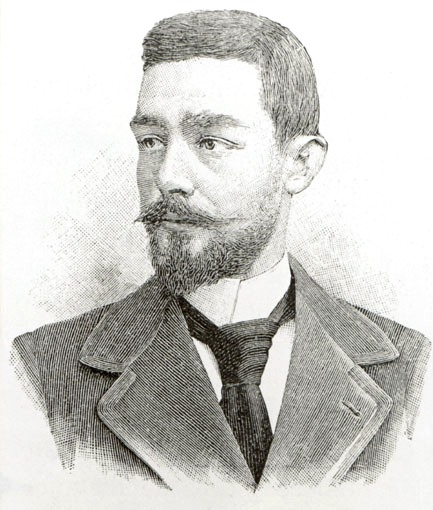
لئونیداس پیرگوس اولین قهرمان شمشیربازی اهل یونان
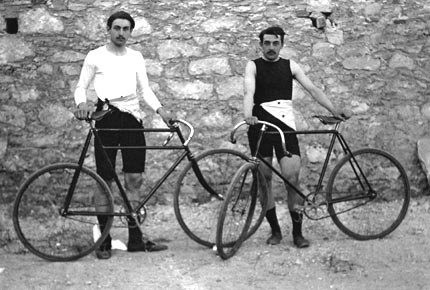
لئون فلامنگ (چپ) و پل ماسون (راست)